# رسوایی واترگیت

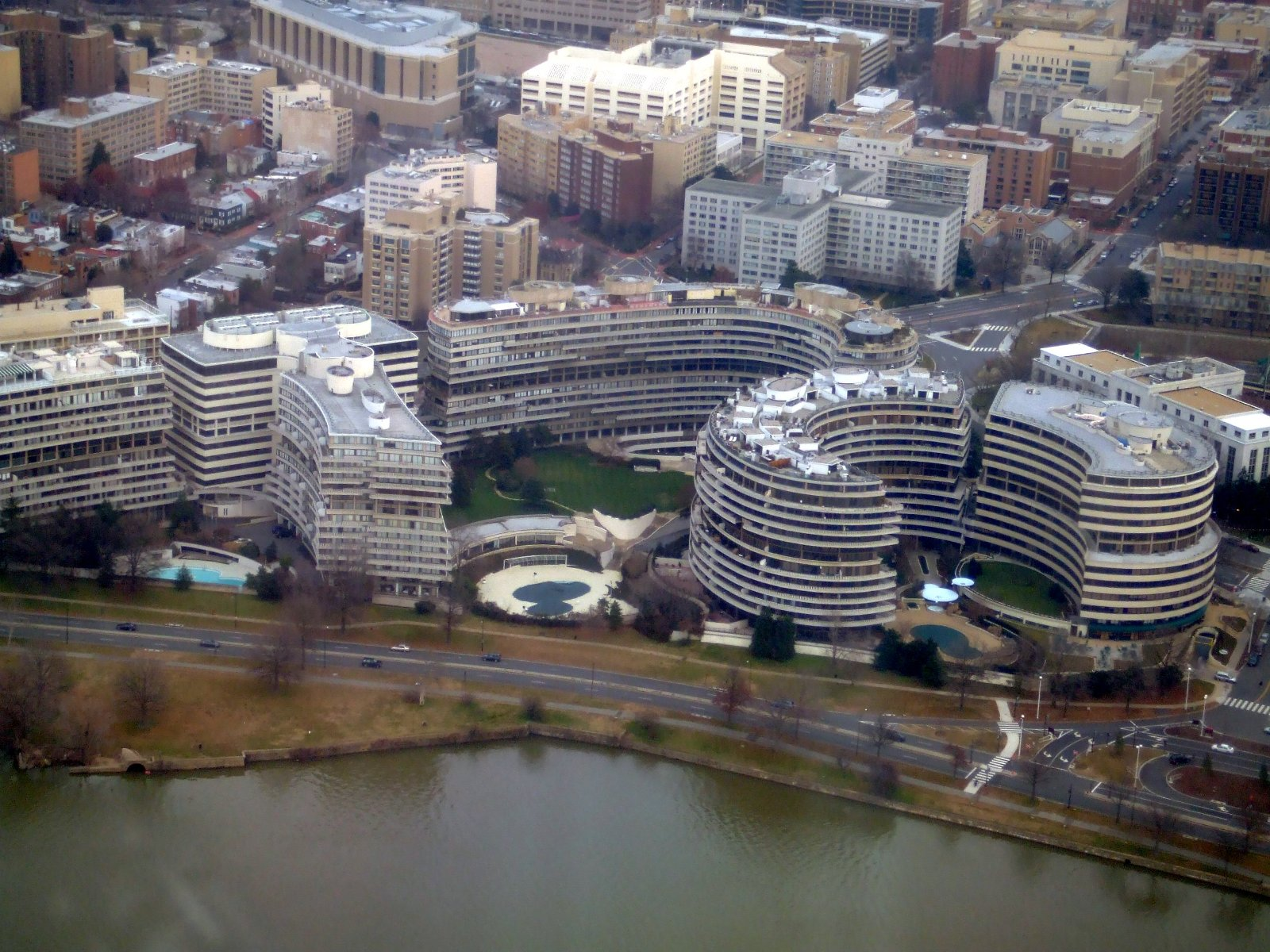
مجتمع واترگیت، محلی که جاسوسان به آن رخنه کرده‌بودند.

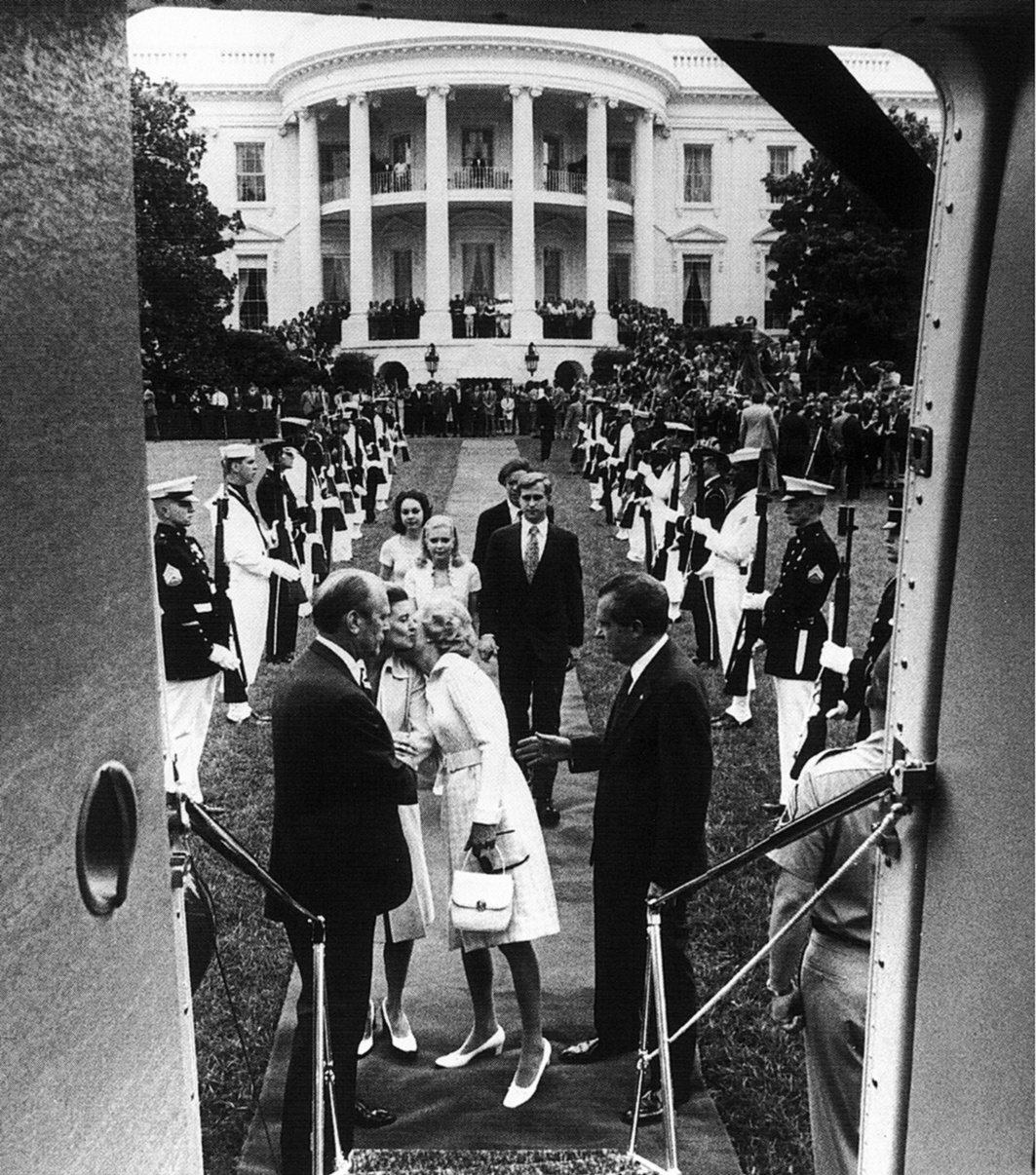
نیکسون در حال ترک کاخ سفید

رسوایی واترگِیت (به انگلیسی: Watergate scandal) یک رسوایی سیاسی بزرگ در ایالات متحده بود که دولت ریچارد نیکسون، رئیس‌جمهور وقت، در آن درگیر شد و در نهایت به استعفای او منجر گردید. این ماجرا حول محور ورود اعضای یک سازمان جمع‌آوری کمک‌های مالی وابسته به کمپین انتخاباتی نیکسون در سال ۱۹۷۲ به دفتر کمیته ملی دموکرات‌ها در ساختمان اداری واترگیت در واشینگتن، دی.سی. در تاریخ ۱۷ ژوئن ۱۹۷۲ می‌چرخید و تلاش‌های نیکسون برای پنهان کردن نقش دولتش در این ماجرا نیز بخش مهمی از این رسوایی بود.
پس از دستگیری پنج فرد دخیل در این ورود غیرقانونی، هم مطبوعات و هم وزارت دادگستری ایالات متحده توانستند پول‌های یافت‌شده نزد این افراد را به کمیته بازانتخاب رئیس‌جمهور، یا CRP، که سازمان جمع‌آوری کمک‌های مالی برای کمپین انتخاباتی ریچارد نیکسون در سال ۱۹۷۲ بود، ارتباط دهند. تحقیقات و افشاگری‌های بعدی در جریان محاکمه‌ها باعث شد که مجلس نمایندگان ایالات متحده اختیارات بیشتری به کمیته قضایی مجلس برای تحقیق بدهد. علاوه بر این، مجلس سنا کمیته واترگیت سنا را تشکیل داد که جلساتی را برای بررسی این ماجرا برگزار کرد.
شاهدان شهادت دادند که نیکسون طرح‌هایی برای پنهان کردن نقش دولتش در این ورود غیرقانونی را تأیید کرده بود و اینکه یک سیستم ضبط صوت فعال‌شونده با صدا در دفتر بیضی‌شکل کاخ سفید وجود داشت. دولت نیکسون در برابر این تحقیقات مقاومت کرد که این امر به یک بحران قانون اساسی منجر شد. جلسات تلویزیونی کمیته واترگیت سنا توجه و علاقه عمومی در سراسر کشور را به خود جلب کرد.
افشاگری‌های متعدد و تلاش‌های نیکسون برای جلوگیری از پیشرفت تحقیقات در سال ۱۹۷۳ باعث شد که مجلس نمایندگان روند استیضاح او را آغاز کند. حکم دادگاه عالی در پرونده ایالات متحده علیه نیکسون (۱۹۷۴) نیکسون را مجبور کرد تا نوارهای ضبط شده دفتر بیضی‌شکل را تحویل دهد که نقش او در پنهان‌کاری را فاش می‌کرد. کمیته قضایی مجلس سه ماده استیضاح علیه نیکسون تصویب کرد و او در تاریخ ۹ اوت ۱۹۷۴ از مقام خود استعفا داد و به تنها رئیس‌جمهور ایالات متحده تبدیل شد که این کار را انجام داده است. جانشین او، جرالد فورد، در تاریخ ۸ سپتامبر ۱۹۷۴ او را عفو کرد.
رسوایی واترگیت منجر به صدور ۶۹ کیفرخواست و ۴۸ محکومیت شد که چندین مقام ارشد دولت نیکسون را شامل می‌شد. از آن زمان، واژه «واترگیت» مترادف با فعالیت‌های مخفیانه و غیرقانونی مختلفی شد که توسط دستیاران نیکسون انجام می‌شد، از جمله شنود دفاتر مخالفان سیاسی، تحقیقات غیرمجاز و سوءاستفاده از نهادهای دولتی برای اهداف سیاسی. اضافه شدن پسوند «-گیت» به یک واژه از آن زمان به بعد برای اشاره به رسوایی‌ها، به‌ویژه در سیاست استفاده شده است.

## شرح ماجرای رسوایی واترگیت
در جریان انتخابات ریاست جمهوری ایالات متحده آمریکا شماری از مأموران پیشین اف‌بی‌آی وارد ساختمان هتل واترگیت محل استقرار ستاد انتخاباتی حزب دموکرات ایالات متحده آمریکا شدند و دستگاه‌های شنود کار گذاشتند و سپس اسناد و مدارکی را برای اهداف مختلف به سرقت بردند. این اقدام غیرقانونی با پیدا شدن یک نوار توسط یک مأمور حراست هتل به‌طور تصادفی لو رفت و روزنامهٔ واشینگتن پست (به سردبیری بنجامین سی. بردلی) از طریق دو تن از روزنامه‌نگاران خود به نام‌های باب وودوارد و کارل برنستین آن را به اطلاع افکار عمومی رساندند.
نخست چنین تصور می‌شد که این قانون‌شکنی توسط افراد دون‌پایه طراحی و هدایت شده‌است. اما پس از آنکه نیکسون از تحویل نوارهای ضبط‌شده به کمیته قضایی مجلس نمایندگان ایالات متحده آمریکا خودداری کرد پای رئیس‌جمهور ایالات متحده آمریکا نیز به میان کشیده شد. کمیتهٔ قضایی مجلس نمایندگان در ژوئیه ۱۹۷۴ رسیدگی عمومی به اعلام جرم علیه نیکسون را آغاز کرد و دیوان عالی فدرال ایالات متحده آمریکا نیز حکم کرد که رئیس‌جمهور نوارها را به کمیتهٔ قضایی تحویل دهد. در هفتهٔ بعد کمیتهٔ قضایی مجلس نمایندگان، رأی خود را دربارهٔ سه فقره جرم ارتکابی توسط نیکسون صادر کرد: سوءاستفاده از قدرت، کارشکنی در امر اجرای عدالت و اهانت به کنگره.
در ۴ اوت ۱۹۷۴ کاخ سفید متن پیاده‌شدهٔ نوارها را تحویل داد. یکی از نوارها حاوی یک مدرک غیرقابل انکار بود یعنی دستور ریچارد نیکسون برای تماس با سیا به منظور متوقف کردن تحقیقات اف‌بی‌آی در مورد سرقت واترگیت. با انتشار این نوار مشخص شد که مجلس نمایندگان به تصمیم کمیتهٔ قضایی برای استیضاح نیکسون رأی خواهد داد. به دنبال این رویداد، ریچارد نیکسون در ۸ اوت ۱۹۷۴ از سمت خود کناره‌گیری کرد تا توسط کنگره استیضاح نشود. نیکسون نخستین رئیس‌جمهور آمریکا بود که استعفا داد. در ۸ سپتامبر ۱۹۷۴، جرالد فورد، جانشین نیکسون، وی را عفو کرد.
اگرچه استعفای نیکسون، روند استیضاح را متوقف کرد، اما در عین حال به پیگیری‌های قضایی پایان نداد. سپس روشن شد که چنین اقداماتی پیشتر پیوسته انجام گرفته بوده‌است و تحقیقات پسین نشان داد که عمق این‌گونه فعالیت‌های جاسوسی بسیار گسترده بوده‌است.